# Яворский, Владимир Поликарпович
Владимир Поликарпович Яворский (1876—1942) — украинский советский химик-органик.

## Биография
Родился в 1876 году в селе Ропча.
Окончил Михайловскую артиллерийскую академию в Петербурге (1898) и Киевский университет. До 1921 года работал в Киевском университете; в 1921—1925 гг. — в Киевском Политехническом институте (профессор — 1926); в 1925—1939 гг. — вновь в Киевском университете (заведующий кафедрой органической химии — 1927, декан химического факультета — 1928—1930).
В 1934 г. без защиты получил степень доктора и сразу был избран академиком АН УССР.
В 1935 г. ему присвоено звание заслуженного деятеля науки УССР.
В 1939 г. стал основателем и директором Института органической химии АН УССР.
Умер 25 сентября 1942 года.

## Научная деятельность
Первые свои шаги в науке В. П. Яворский начал с изучения методов получения путем реакции С. М. Реформатского высоконенасыщенных кислот, а затем в круг его интересов вошли синтез с участием ненасыщенных галогенмагниевых реагентов и химия органических азидов.
Исследовал синтез ненасыщенных соединений, главных спиртов с помощью галогенмагнийорганических соединений, а также разнородные органические азиды и их превращения в производные гетероциклов (триазолов, тетразолов и триазенов).
Выполнил 10 научных трудов по органической химии, 42 работы выполнены под его руководством.